# European Journal of Political Research
L' European Journal of Political Research (EJPR) est une revue de science politique européenne, parrainée par le Consortium européen pour la recherche politique (ECPR). C'est l'une des revues les plus estimées de la discipline et la principale revue de l'ECPR.

## Histoire
Sa publication officielle remonte à 1973
L'EJPR est spécialisé dans les articles de science politique qui sont  soumis à une évaluation par les pairs.
En 2019, la revue est  éditée par Alessandro Nai (Université d'Amsterdam]) (Rédacteur en chef), Isabelle Borucki (Université de Marbourg
), Nicole Curato (Université de Birmingham), Caterina Froio (Sciences Po), Emilie van Haute (Université Libre de Bruxelles), Airo Hino (Université Waseda) et Markus Wagner (Université de Vienne)

## Classement
Selon le Journal Citation Reports, la revue a un facteur d'impact de 2,525 en 2015, la classant 9e sur 163 revues dans la catégorie « Science politique ».
En 2008 et 2014, elle a été classée par le SCImago Journal Rank 48e et 26e, respectivement dans la catégorie Sociologie et Science politique,.